# Односи Русије и Турске
Односи Русије и Турске су инострани односи Руске Федерације и Турске Републике.

## Историја односа
Кад Француска поче да уздиже Мисир (Египат) на Истоку, који би заменио Турску, Русија са Енглеском (којој је био опасан уплив Француске на Истоку), не само да одбрани султана од мисирског паше, већ подврже Мисир султану, старајући се да очува целину турске царевине.
И Руска Империја и Османско царство су се распали у Првом светском рату.

### Хладни рат
Турска је постала део НАТО пакта 1952.
Америка је разместила ракете средњег домета (2400 km) у Турску 1959. Одговором на то је СССР инсталира нуклеарне ракете на Куби 1962. Америчко атомско оружје у Турској је деактивирано 1963.

## Савремени односи
Турска је оборила руски Сухој Су-24 у близини сиријско-турске границе 24. новембра 2015.
Амбасадор Русије у Турској Андреј Генадијевич Карлов је убијен на отварању изложбе у Анкари 19. децембра 2016.